# Euthalia aconthea
Euthalia aconthea is een vlinder uit de onderfamilie Limenitidinae van de familie Nymphalidae. De wetenschappelijke naam van de soort is voor het eerst geldig gepubliceerd in 1779 door Pieter Cramer.

## Ondersoorten
- Euthalia aconthea aconthea
- Euthalia aconthea acontius (Hewitson, 1874)
- Euthalia aconthea aditha Fruhstorfer, 1913
- Euthalia aconthea anagama Fruhstorfer, 1913
- Euthalia aconthea asvatha Fruhstorfer, 1913
- Euthalia aconthea garuda (Moore, 1858)
- Euthalia aconthea gurda Fruhstorfer, 1906
- Euthalia aconthea joloana Staudinger, 1889
- Euthalia aconthea kastobo Hagen, 1896
- Euthalia aconthea kingtungensis Lee, 1962
- Euthalia aconthea nivepicta Fruhstorfer, 1897
- Euthalia aconthea palawana Staudinger, 1889
- Euthalia aconthea purana Fruhstorfer, 1906
- Euthalia aconthea sandakana Moore, 1898
- Euthalia aconthea suddhodana Fruhstorfer, 1913
- Euthalia aconthea suidas Fruhstorfer, 1913
- Euthalia aconthea vasanta Moore, 1859